# Juicio sintético a priori
En filosofía, se denomina juicio sintético a priori a aquel en el que el predicado no está incluido en la misma noción del sujeto; es decir, aquel donde el juicio en cuestión no se puede deducir de la propia definición del sujeto sobre el que se predica (a diferencia de cómo sí sucede, por ejemplo, con el sujeto "triángulo" y el predicable "ser un polígono de tres lados"). Este concepto fue acuñado por el filósofo prusiano Immanuel Kant.
Juicios a priori o juicios analíticos son los juicios cuya verdad puede ser afirmada independientemente de la experiencia, por lo que concluimos que no procede de ella; los juicios a priori son de carácter necesario y universal en un sentido estricto. Es decir, estos juicios poseen una validez universal y necesaria, como es el caso de las tautologías lógicas.

## Interpretaciones de Kant
Según Hume de una parte hay juicios analíticos que son a priori, como relación de ideas; de otra parte están los juicios sintéticos que son a posteriori porque, en un último caso, acuden a la experiencia. En otras palabras, según Hume estos juicios dependen más de las impresiones como verdades de hecho, que no de la experiencia . Por ejemplo:
- "Un todo es mayor que sus partes": es analítico y es a priori; por lo tanto, es estrictamente universal y necesario.[2]
- "Los nativos del pueblo X miden más de 1'90 metros": es sintético y es a posteriori; por tanto, no es estrictamente necesario ni universal.[3]

El punto de vista de Kant es distinto, ya que el se basaba en el "análisis trascendental" y en la "filosofía trascendental", esto lo  llevaba a preguntarse:¿Que condiciones lo hacen posible? y ¿Cómo son posibles los juicios a priori?.
Un ejemplo a analizar, el enunciado: "Amarillo con azul, da verde"
1. Es un juicio sintético a priori ya que no hay ninguna definición implícitamente que mencione que al mezclar esos dos colores (amarillo con azul), formará verde.
2. Adicionalmente, por medio de nuestra experiencia, nuestro conocimiento podemos deducir que hace parte de este tipo de juicio; pero seamos conscientes que es posible que este conocimiento que sabemos sobre esta mezcla es quizás porque nuestro cerebro lo percibe así, pero al final puede que no lo veamos como realmente es.

Otro ejemplo a  analizar, el enunciado: "La recta es la distancia más corta entre dos puntos" advierte que:
1. No es un juicio analítico, ya que el predicado no está contenido en la noción de sujeto.
2. No es un juicio a posteriori, ya que nos consta su verdad sin tener que medir distancias entre dos puntos sin necesidad de recurrir a ninguna experiencia comprobatoria.

## La teoría kantiana de los juicios
1. Los juicios a priori provienen de las categorías a priori del entendimiento.
2. Los juicios a posteriori provienen de las impresiones sensibles.
3. Además de los juicios analíticos (a priori) y de los juicios sintéticos (a posteriori), existen juicios sintéticos a priori.
4. Kant llegó a concluir sobre la existencia de los juicios sintéticos a priori preguntándose a sí mismo: ¿Cómo hace el hombre, encerrado en su propio pensamiento, para conocer la realidad? Basándose en su distinción entre fenómeno y noúmeno y en su definición epistemológica de las categorías a priori del entendimiento frente a las impresiones sensibles, Kant concluye que, mientras que los juicios analíticos o a priori no aportan conocimiento (pues lo dicho en el predicado ya está contenido en el sujeto) y los juicios sintéticos o a posteriori tampoco aportan conocimiento (pues no permiten extraer una conclusión universal), podemos realizar lo que él llamó juicios sintéticos a priori combinando los datos que recibimos de los sentidos con las categorías a priori del entendimiento, de forma que estos juicios sí que aportarían conocimiento; como sería, según Kant, el caso de: "Todo evento tiene una causa".
5. Estos juicios son extensivos y son también universales y necesarios.
6. Según Kant, los juicios sintéticos a priori son necesarios para las ciencias; por ejemplo, las matemáticas (dependientes, según Kant, de las categorías de tiempo y espacio, para la aritmética y para la geometría, respectivamente), la física (que se basa en la experiencia), etc.; pero no para la metafísica, pues Kant reconoce que esta depende de la razón pura y, por tanto, no le reconoce el estatus de ciencia.